# Henrik porosz királyi herceg (1726–1802)
Henrik porosz királyi herceg (németül: Prinz Heinrich von Preußen, teljes nevén Friedrich Heinrich Ludwig; Berlin, 1726. január 18. – Rheinsberg, 1802. augusztus 3.) porosz királyi herceg, a hétéves háborúban porosz királyi hadvezér, oroszországi és svédországi diplomata. Hadvezéri képességei és a kor vezető személyiségeivel fenntartott kapcsolata miatt széles körben elismert volt, azonban II. Frigyes porosz királlyal való nézeteltérései miatt alig jutott szerephez a porosz belügyekben.

## Élete

### Származása és gyermekkora
Henrik porosz királyi herceg 1726. január 18-án jött világra a porosz fővárosban I. Frigyes Vilmos porosz király (1688–1740) és Zsófia Dorottya hannoveri és braunschweig–lüneburgi hercegnő (1687–1757) tizenharmadik gyermekeként, egyben hatodik fiaként. Édesapja a porosz királyi mellett a brandenburgi választófejedelmi címet is viselte; édesanyja braunschweigi hercegnőként született, a I. György brit király egyetlen leánygyermeke volt, azonban ennek ellenére sosem viselt brit hercegnői címet, mivel édesapja már a hercegnő házasságkötése után lett a szigetország uralkodója. A porosz királyi párnak tizennégy gyermeke született, azonban közülük tízen érték meg a felnőttkort, a többiek kisgyermekként elhaláloztak. Maga Henrik herceg az életben maradt fiúgyermekek közül a harmadik volt. Keresztvíz alá legidősebb fivére, a majdani II. Frigyes porosz király tartotta.
Zsófia Dorottya királyné gondosan választott ki fiai számára hugenotta magántanítókat, így a hercegek a latin és az olasz nyelv mellett a franciát is elsajátíthatták. Ez lényegbevágó volt, hiszen a porosz udvar nyelve ekkoriban a francia volt, a királyi család tagjai ezt használták hétköznapi társalgásaik során; emellett a francia kultúra átitatta az udvari életet, mintaként szolgált. Ugyanakkor a porosz uralkodó úgy utasította a fiúgyermekek nevelőit, hogy „arra ösztökélje őket, nehogy tudósok legyenek, hanem hivatásuk szerint bátor katonák és tisztek…” A hercegek életpályáját kiskorukban, egyéni képességeikre és álmaikra való tekintet nélkül eldöntötték, igazodva a porosz katonai hagyományokhoz. Henrik herceget annál is inkább a katonai pályára szánták, mivel harmadik fiúgyermekként kevés esélye volt a trón öröklésére. Ebből kifolyólag már kisgyermekként gyakorlatoztatták, tanítói vívást és lovaglást is oktattak neki. Neveltetése együtt folyt fiatalabb bátyjával, Ágost Vilmossal és öccsével, Ágost Ferdinánddal; ennek eredményeként ők hárman életük végéig szoros kapcsolatot ápoltak, közelebb álltak egymáshoz, mint többi testvérükhöz.

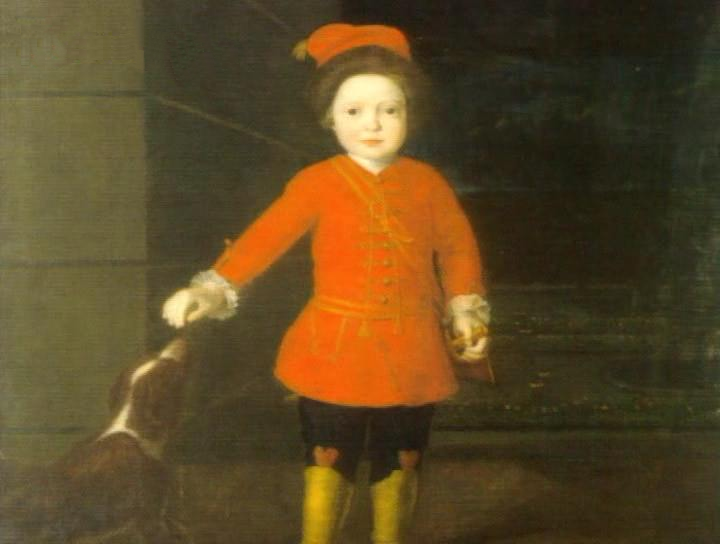
A herceg kisgyermekként

1740. május 31-én elhunyt I. Frigyes Vilmos király. Örökébe II. Frigyes lépett, aki nem pusztán az ország kormányzását vette át, hanem a királyi família családfőjének szerepét is. Az új király nemcsak öccseitől, de özvegy édesanyjától és már kiházasodott nővéreitől is elvárta, hogy eleget tegyenek parancsainak, ez pedig összetűzésekhez vezetett a királyi családon belül, elsősorban II. Frigyes és öccsei között. II. Frigyes az édesapjuk által kijelölt úton és meghatározott szellemiségben kívánta folytatni öccsei taníttatását és kiképzését: szeptemberben Henrik herceg mellé nevelőként Christoph Ludwig von Stillét rendelte, s ezzel együtt kinevezte a tizennégy éves herceget a 35. gyalogosezred ezredesévé. A herceg ily módon kénytelen volt bekapcsolódni az ugyanebben az évben kitört osztrák örökösödési háborúba.

### Katonai pályafutása
Henrik herceg ténylegesen csak két évvel később követte fivéreit a hadszíntérre. Első ütközetében, az 1742. május 17-i győztes chotusitzi csatában segédtisztként vett részt, itt esett át a tűzkeresztségen. II. Frigyest már ekkor élesen bírálta amiatt, hogy nem habozik feláldozni katonái életét a győzelem elérése érdekében. A második sziléziai háború (1744–1745) elejétől fogva a herceg személyesen vezette ezredét az összecsapásokban. A harcok során tanúsított bátorságáért a porosz király 1745. július 15-én vezérőrnaggyá léptette elő a herceget. Henrik herceg ugyanekkor himlőt kapott, s emiatt ideiglenesen el kellett hagynia a sereget; a betegségből sikeresen felgyógyult ugyan, de arcát élete végéig hegek torzították.

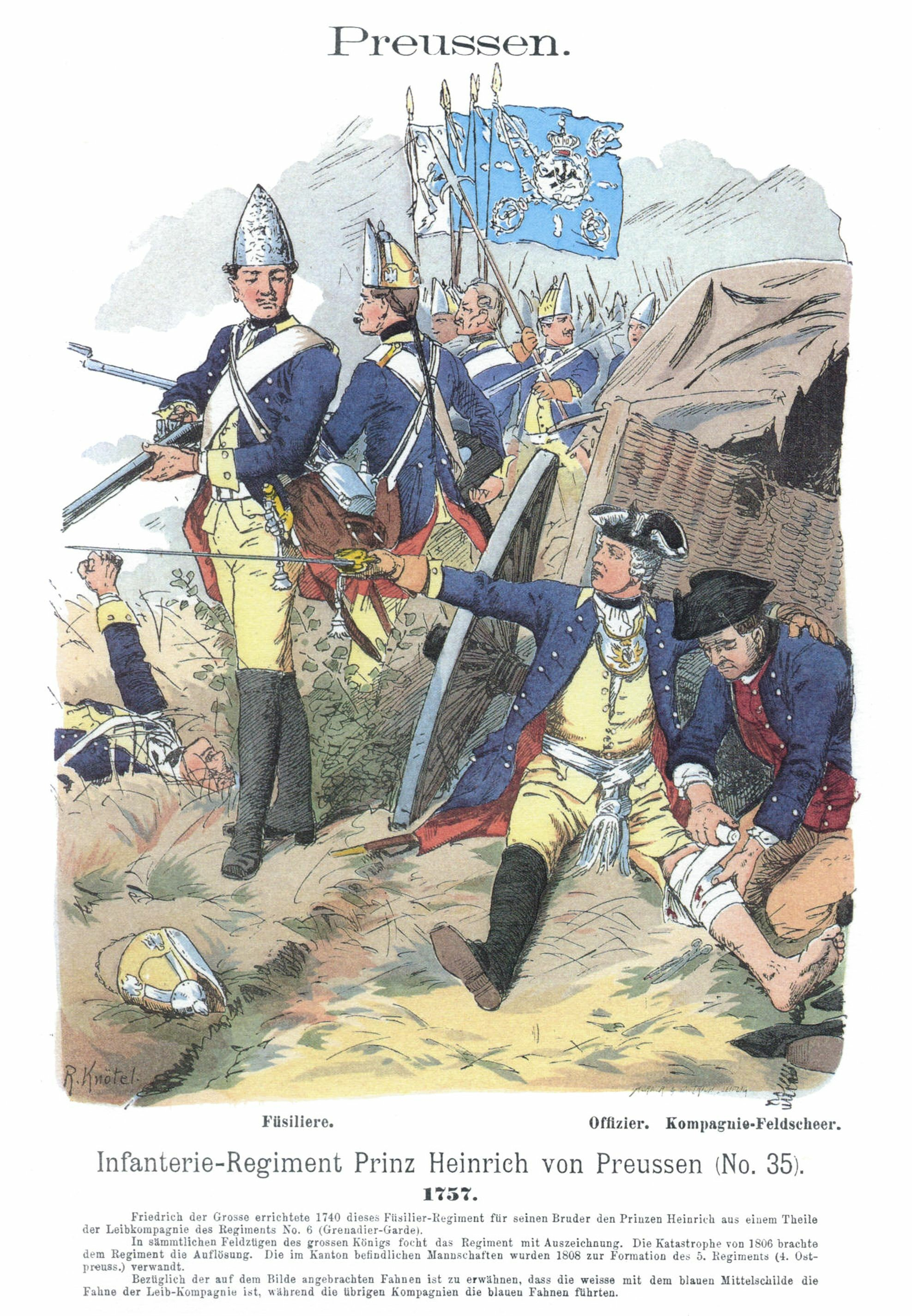
Porosz könnyűgyalogság (Fülsiliere) a Henrik nevét viselő porosz 35. Henrik porosz herceg gyalogezredből (Infanterie-Regiment Prinz Heinrich von Preußen No.35).

A hétéves háború (1756–1763) kitörésekor Henrik herceg parancsnoksága alá egy dandárt rendeltek, így vett részt Szászország lerohanásában. 1757. február 16-án megkapta altábornagyi előléptetését; ezután tavasszal két bátyja oldalán részt vett a prágai csatában, ahol az osztrák jobbszárnyat leszakító hadművelet során kivívta tiszttársai és katonái elismerését. A kolíni csatában azonban az osztrák felmentősereg megverte a poroszokat, így a királyi csapatok kénytelenek voltak felhagyni a cseh főváros ostromával és visszavonulni szász területre. Henrik herceg James Keith tábornaggyal húzódott vissza; a franciák ellen 1757. november 5-én vívott rossbachi ütközetben a herceg a gyalogságot vezette, mely a végső csapást mérte a francia seregre. A harcok során a herceg sérülést szerzett, ennek ellenére a király őt nevezte ki a szászországi hadak tábornokának nevezte ki öccsét. Az Elba vonalánál vette fel a harcot az osztrák és a francia seregekkel, visszafoglalta a braunschweigi területeket. 1759-ben összefogó támadást indított a császári seregek ellen, a poroszok egészen a Majna vonaláig nyomultak előre. A háború közben azonban a II. Frigyes és Henrik között lévő ellentét egyre inkább kiéleződött, melyet jól példáznak a herceg a maxeni porosz vereség hatására lejegyzett szavai: „A király rángatott bele minket ebbe az embertelen háborúba, s csakis a tábornokok és katonák bátorsága ragadhat ki minket [a háborúból]. Attól a naptól fogva, hogy a seregemhez csatlakozott, csak fejetlenséget és szerencsétlenséget okozott. Valamennyi erőfeszítésem a hadjáratban és a szerencse, amely mindvégig segített, mindezeket Frigyes elveszítette.” További összekülönbözést eredményezett a fivérek között a kunersdorfi csata: az 1759. augusztus 12-i ütközet első porosz támadása után a herceg azt javasolta, hagyják visszavonulni az ellenséget, a király ellenben a további támadás mellett döntött, s ez a csata súlyos következményekkel járó elvesztéséhez vezetett. 1760-ban a herceget parancsnokként vezényelték a sziléziai hadszíntérre; Boroszló felmentésével megakadályozta az orosz és az osztrák seregek egyesülését. Őszi betegeskedéséből való felgyógyulása után 1761-ben a szász területekre tért vissza, ahol a katonai irányítás mellett az adminisztrációért és a polgári lakosságért is felelős volt. A hadiszerencse a poroszoknak kedvezett, minthogy az orosz cárnő halála után utódja visszavonta a cári seregeket, és békét kötött a poroszokkal. 1762. október 29-én a freibergi ütközetben, a hétéves háború utolsó nagy összecsapásában Henrik herceg kivívta a győzelmet a poroszok számára a gróf Hadik András vezette osztrák seregek ellenében.
A győztes freibergi csatával véget ért a katonai pálya Henrik porosz királyi herceg számára. Bátyja földbirtokokkal jutalmazta és ismerte el érdemeit – ezek mintegy 10 000 tallérral emelték a herceg bevételeit –, azonban további szolgálataira nem tartott igényt. Harminchét évesen a porosz herceg, noha továbbra is egy ezred tiszteletbeli vezetője maradt, visszavonult az aktív katonai szolgálattól. Később a bajor örökösödési háború okán még egyszer visszatért a katonáskodáshoz.

### Diplomáciai szereplése
A hétéves háborút követő, mintegy hatévnyi mosolyszünet a porosz király és öccse között fokozatosan oldódott, II. Frigyes mind gyakrabban kérte ki fivére véleményét külpolitikai és diplomáciai kérdésekben, véget vetve a herceg „rheinsbergi remeteségének”. 1764-ben a porosz uralkodó kölcsönös katonai segítségről szóló szerződést kötött a férje elleni merényletet követően, nemrégiben trónra került II. Katalin orosz cárnővel. II. Frigyes arra is ígéretet tett a német származású orosz uralkodónőnek, hogy támogatja svédországi politikáját: a cárnő a svéd országgyűlésben igyekezett nagyobb befolyást szerezni az oroszbarátoknak, szemben a franciákhoz húzó szárnnyal. Lujza Ulrika svéd királyné, a porosz király és Henrik herceg nővére az oroszokkal szembehelyezkedve a svéd királyi hatalom megerősítésén fáradozott; ezért a cárnő a porosz udvar közbenjárását kérte a kínos ügyben. II. Frigyes Henrik herceget kérte fel arra, hogy a svéd udvarba utazván próbáljon meg hatni nővérükre. A herceg stockholmi küldetése sikerrel végződött, minekutána 1770 októberében továbbutazott az orosz fővárosba találkozni a cárnővel, akinek szimpátiáját hamar megnyerte. A herceg és a cárnő közötti baráti viszonyt közös érdeklődésük a művészetek, a filozófia és a tudományok iránt alapozta meg; életük végéig rendszeres levelezésben álltak. A királyi herceg szentpétervári látogatása mögött valójában az oroszokkal Lengyelország felosztásáról folytatott tárgyalások húzódtak meg, ahol a herceg képviselte a porosz kormányt és próbálta meg a poroszoknak kedvező álláspont felé terelgetni a cárnőt. A herceg az ország északnyugati részéből követelt egy darabot, hogy egyesítse Poroszország keleti és nyugati tartományait. Az orosz–porosz megállapodást 1772. február 6-án írták alá. Egyezkedéseikbe később az osztrákokat is bevonták az európai egyensúly fenntartása érdekében. Noha a hercegnek az oroszok felajánlották mind a lengyel, későbbiekben mind az egyesíteni remélt Havasalföld és Moldva koronáját, ezen tervek azonban II. Frigyes ellenkezésén megbuktak.

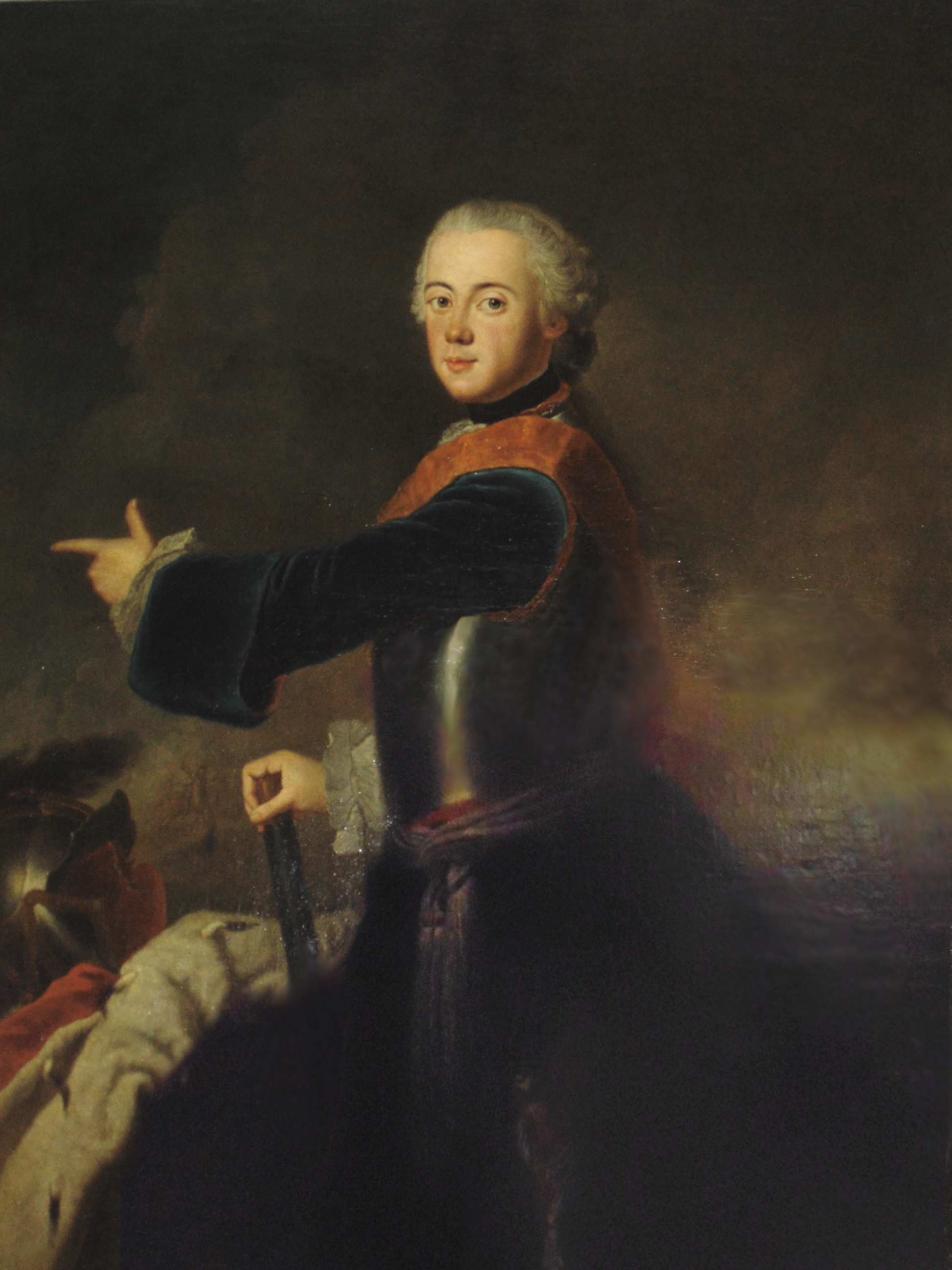
Henrik porosz herceg (Antoine Pesne, 1745)

1776-ban Henrik herceg megint a cári udvarba látogatott, hogy segítséget kérjen az oroszoktól a lengyelekkel kapcsolatosan felmerült nehézségek kezeléséhez. Ottléte alatt hunyt el gyermekszülés közben a trónörökös felesége, Natalja Alekszejevna nagyhercegné. II. Katalin cárnő mihamarabb új hitvest szeretett volna találni fiának, Henrik herceg pedig a porosz–orosz kapcsolatok erősítésének reményében unokahúgát, Zsófia Dorottya württembergi hercegnőt ajánlotta. Pál orosz trónörökös a porosz herceggel együtt utazott vissza német területre, hogy az eljegyzés előtt személyesen is megismerkedhessen a hercegnővel. Zsófia Dorottya megnyerte a nagyherceg tetszését; a kézfogó megtartása után a jegyespár öt napig Rheinsbergben vendégeskedtek Henrik hercegnél.
1777-ben III. Miksa bajor választófejedelem elhunytával kihalt a Wittelsbach-ház bajor ága, és ezt kihasználva az osztrákok jelentős területeket szereztek a bajor választófejedelemségből, ez azonban sértette a porosz érdekeket. 1778-ban bátyja parancsára Henrik királyi herceg porosz erőkkel benyomult a szász és cseh területekre, megrekesztve ezzel az amúgy is zátonyra futott tárgyalásokat és megkezdve a bajor örökösödési háborút. Csehországban a Ernst Gideon von Laudon vezette osztrák haderőkkel került szembe a herceg. A viszonylag kevés nyílt csatát hozó ellenségeskedés nem vezetett eredményre, Henrik herceg – kifogyván az ellátmányból – a tél folyamán visszavonult Szászországba. Drezdából ajánlotta fel lemondását fivérének, aki hosszas habozás után végül elfogadta azt.
1786. augusztus 17-én meghalt II. Frigyes porosz király. A trónon unokaöccse, Ágost Vilmos herceg fia, II. Frigyes Vilmos követte. Az uralkodóváltással Henrik herceg úgy érezte, lehetősége nyílik arra, hogy nagyobb befolyást szerezzen az udvarban és több beleszólása legyen a politikába. Unokaöccse azonban hamar az őt a miszticizmussal és a szabadkőművességgel elcsábító Johann Christoph Wöllner és Johann Rudolph von Bischoffswerder befolyása alá került, akik ügyes taktikázással elzárták Henrik herceget az államügyektől. Csak 1795-ben, a nagy francia forradalom miatti porosz beavatkozás kudarca és az első franciaellenes koalíció szétesése után sikerült a hercegnek ideiglenesen némi beleszólást szerezni a porosz külpolitikába – előtte a francia forradalom iránti szimpátiája miatt rosszallóan „jakobinusként” emlegették. Henrik herceg 1788 októberétől kezdve öt hónapig a francia fővárosban tartózkodott, így szemtanúja volt az „Ançien Régime” végnapjainak. A francia alkotmányos monarchiát még üdvözölte, ám az erőszakba és terrorba forduló jakobinus mozgalomtól már elhatárolódott, rheinsbergi udvarában francia menekülteknek adott otthont. Noha miniszteri posztot nem ajánlottak fel neki, Henrik herceg rendszeresen tájékozódott unokaöccse politikai döntéseiről új szárnysegédje, a francia emigráns Charles de La Roche Aymon gróf közvetítésével. A herceg ezenfelül részt vett a bázeli békét megelőző tárgyalásokon; a poroszok semlegességét és a franciák belügyeibe való be nem avatkozást támogatta, melyet a franciákkal való szövetség előkészítésének szánt. 1797-től, III. Frigyes Vilmos porosz király trónra lépésétől fogva – ámbár a külpolitikát illetően nem értett egyet az ifjú királlyal – a herceg személye nagyobb megbecsülésnek örvendett.
1786-ban Nathaniel Gorham, a Kongresszus elnöke és az amerikai függetlenségi háborúban szolgáló legendás porosz katonatiszt, Friedrich Wilhelm von Steuben egyaránt azt a javaslatot tették, hogy a nemrégiben megszületett Amerikai Egyesült Államok élére hívják meg Henrik porosz királyi herceget mint uralkodót. Az ötletet azonban hamar elvetették, s maga a herceg is diplomatikusan nyitva hagyta az ajánlat elfogadását Steubennek küldött válaszlevelében.

### Házassága és magánélete
Az osztrák örökösödési háború megalapozta Henrik porosz herceg népszerűségét a katonák körében, ez azonban rivalizálást eredményezett a király és a herceg között. Miután visszatértek a hadszíntérről, II. Frigyes potsdami kastélyába rendelte öccsét, hogy ott éljen felügyelete alatt. A király olyannyira szigorúan fogta öccsét, hogy édesanyjuk és már házas nővéreik meglátogatása előtt a hercegnek engedélyt kellett kérnie. A magát szabadságában korlátozottnak érzett Henrik herceg arra a belátásra jutott, hogy szabadulásának egyetlen módja, ha megházasodik; erről így írt Ágost Ferdinánd öccsének: „Jó házasságot fogok kötni, és úgy fogok élni, ahogy azt az Öreg megkívánja.”

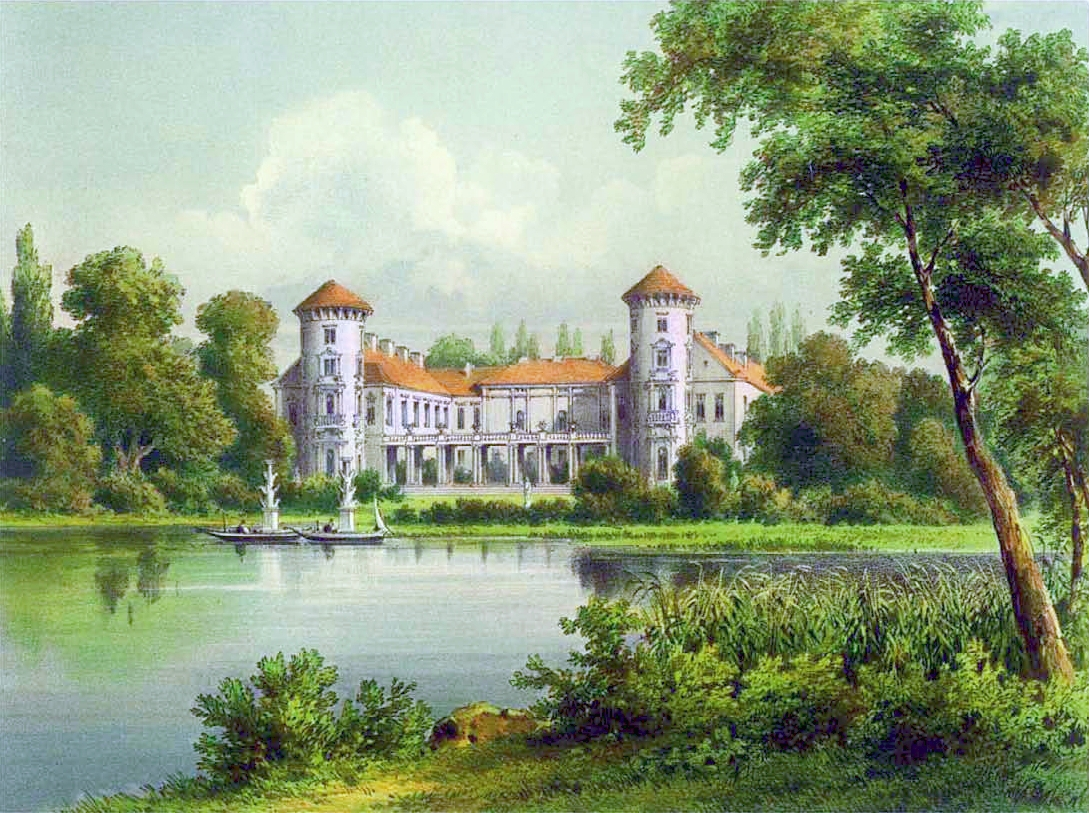
Rheinsberg kastélya

1752. június 25-én Charlottenburg kastélyában Henrik herceg feleségül vette a bátyja választotta Vilma hessen–kasseli hercegnőt (1726–1808). Miksa hessen–kasseli herceg leánya egyike volt a kor jeles szépségeinek, akit kellemes, kedves és udvarias teremtésnek írtak le, és aki hamar egyike lett a porosz udvar legnépszerűbb hölgyeinek. Vilma hercegnőnek nem sikerült azonban saját férjét is elbájolnia: „Zavar és untat engem, már előre ásításra késztet”. A házasságból nem született gyermek; egy idő után a felek nem is éltek egy háztartásban. Több történész is azon a véleményen van, hogy Henrik herceg homoszexuális volt; közeli barátai közé tartoztak  von Reisewitz és von Bielfeldt bárók.
A házaspár a fővárosban az Unter den Lindenen birtokolt palotát, melyet külön Henrik herceg számára építettek. A pár valódi otthona azonban Rheinsberg kastélya lett, melyet a herceg legidősebb bátyjától kapott ajándékba 1744-ben, de mint állandó lakhelyet csak 1753-tól kezdték használni. Távollétében a herceg engedélyével és kérésére fivérei díszes ünnepségeket és bálokat szerveztek a kastélyban, hogy a hercegné ne unatkozzék. 1760-tól a hercegné visszaköltözött a fővárosba, hogy az ottani rezidenciában töltse legtöbb idejét, míg férje továbbra is Rheinsbergben maradt. Itt a herceg hódolhatott szenvedélyének, a kertészkedésnek: maga ültette el a virágokat, ő tervezte meg a kert kinézetét, a kínai pavilon és a római ihletésű álromok elhelyezését – ezáltal teremtve meg az ország egyik első tájkertjét. A herceg emellett zeneszerető ember hírében állt, megtanult hegedülni is; valamint a francia irodalom lelkes híveként Voltaire-t olvasott. 1784 tavaszán fivére engedélyével, inkognitóban XVI. Lajos francia király meghívására a francia udvarba is ellátogatott, ezzel váltva valóra régi álmát.
A hétéves háború és az aktív katonai szereplés vége után a herceg rheinsbergi birtokára vonult vissza, a kastélyban nagyszabású építkezést és átalakítást rendelt el olyan művészek és szakemberek bevonásával, mint az építész Carl Gotthard Langhans, a festő Karl Friedrich Fechhelm és az erdész Karl Wilhelm Hennert. Felépíttetett többek között egy színházat, ahol a kor híres színészei mellett maga a herceg is többször szerepelt a színpadon. Ebben az időszakban gyakorta tett látogatást a braunschweigi és a schwedti udvarokba nővéreihez, valamint gyakorta vendégül látta Ágost Ferdinánd öccsét. Henrik herceg így írt visszavonultságban töltött napjairól: „Annyira boldog vagyok itt, az én kunyhómban, hogy nem szeretnék cserélni a nagymogullal sem.”

### Halála és emlékezete
Henrik porosz királyi herceg 1802. augusztus 3-án hunyt el rheinsbergi kastélyában. Előző év decemberében szélütést kapott, s a kastélyból nemigen mozdult már ki. A halála előtt pár hónappal épített piramisban temették el, mely a kastélyparkban található. Rheinsbergi udvarát Theodor Fontane mutatja be Wanderungen durch die Mark Brandenburg című regényében.
1753-ban Maréchal Gessler álnév alatt megjelentette emlékiratait az osztrák örökösödési háborúról; a könyvben éles kritikával illette fivérét, mert szerinte a győzelem egyedül a porosz katonák bátor helytállásának, és nem a király hadvezéri tehetségének köszönhető. Tábornokként a minél kisebb emberveszteséget tartotta szem előtt, akár a csata elvesztése árán is, továbbá a külpolitikát illetően a franciák iránti enyhülést szorgalmazta, és ezzel elszigetelte magát a nacionalista érzelmű porosz vezető köröktől. Alakja és emléke emiatt sokáig háttérbe szorult bátyja mellett.

## Fordítás
- Ez a szócikk részben vagy egészben  a   Heinrich von Preußen (1726–1802) című német Wikipédia-szócikk ezen változatának fordításán alapul.  Az eredeti cikk szerkesztőit annak laptörténete sorolja fel. Ez a jelzés csupán a megfogalmazás eredetét és a szerzői jogokat jelzi, nem szolgál a cikkben szereplő információk forrásmegjelöléseként.
- Ez a szócikk részben vagy egészben  a   Prince Henry of Prussia (1726–1802) című angol Wikipédia-szócikk ezen változatának fordításán alapul.  Az eredeti cikk szerkesztőit annak laptörténete sorolja fel. Ez a jelzés csupán a megfogalmazás eredetét és a szerzői jogokat jelzi, nem szolgál a cikkben szereplő információk forrásmegjelöléseként.